# Aleksandr Gavrilov
Alexander Yevgenyevich Gavrilov (em russo:  Александр Евгеньевич Гаврилов; Novosibirsk, RSFS da Rússia, 5 de dezembro de 1943) é um ex-patinador artístico russo, que competiu em provas de duplas representando a União Soviética. Ele conquistou uma medalha de bronze em campeonatos mundiais e duas medalhas de bronze em campeonatos europeus com Tatiana Zhuk, e foi parceiro por uma temporada com Tamara Moskvina, sendo campeão soviético.

## Principais resultados

### Com Tamara Moskvina
| Campeonato Soviético | Medalha de ouro |

### Com Tatiana Zhuk
| Resultados                                            | Resultados      | Resultados        | Resultados       | Resultados        | Resultados        | Resultados    | Resultados    | Resultados    | Resultados    | Resultados    | Resultados    | Resultados    |
| Internacional                                         | Internacional   | Internacional     | Internacional    | Internacional     | Internacional     | Internacional | Internacional | Internacional | Internacional | Internacional | Internacional | Internacional |
| Evento/Temporada                                      | 1959– 1960      | 1960– 1961        | 1961– 1962       | 1962– 1963        | 1963– 1964        |               |               |               |               |               |               |               |
| ----------------------------------------------------- | --------------- | ----------------- | ---------------- | ----------------- | ----------------- | ------------- | ------------- | ------------- | ------------- | ------------- | ------------- | ------------- |
| Jogos Olímpicos                                       |                 |                   |                  |                   | 4º                |               |               |               |               |               |               |               |
| Campeonato Mundial                                    |                 |                   |                  | Medalha de bronze | 6º                |               |               |               |               |               |               |               |
| Campeonato Europeu                                    | 10º             |                   |                  | Medalha de bronze | Medalha de bronze |               |               |               |               |               |               |               |
| Nacional                                              |                 |                   |                  |                   |                   |               |               |               |               |               |               |               |
| Campeonato Soviético                                  | Medalha de ouro | Medalha de bronze | Medalha de prata | Medalha de prata  |                   |               |               |               |               |               |               |               |
|                                                       |                 |                   |                  |                   |                   |               |               |               |               |               |               |               |
| Legenda: Competição não foi disputada nesta temporada |                 |                   |                  |                   |                   |               |               |               |               |               |               |               |